# White 2115
White 2115, pseudonimo di Sebastian Czekaj (Milanówek, 5 maggio 1996), è un rapper polacco.

## Biografia
Dopo aver pubblicato musica su YouTube all'inizio della sua carriera, nel 2017 entra a far parte dell'etichetta SBM. Il 31 agosto 2018 pubblica il suo primo album in studio, Rockstar, che lo rende noto al grande pubblico ottenendo due dischi di platino. Nel 2019 esce il secondo album Młody książę, caratterizzato da collaborazioni con artisti come Jan-Rapowanie, Malik Montana, Żabson e PlanBe.
Il suo terzo album Rockstar: do zachodu Słońca, viene reso disponibile nell'agosto 2020, e vede la partecipazione di Szpaku, Mata, Chivas, Mr. Polska, Białas e altri. Il 7 maggio 2021 è la volta di Diamentowy las, realizzato insieme a Białas, mentre nel 2022 pubblica l'album Pretty Boy.

## Discografia

### Da solista

#### Album in studio
- 2018 – Rockstar
- 2019 – Młody książę
- 2020 – Rockstar: do zachodu Słońca
- 2021 – Diamentowy las (con Białas)
- 2022 – Pretty Boy
- 2025 – Rockst4r

#### Mixtape
- 2025 – Bentley Music Mixtape

### Con i 2115
- 2022 – Rodzinny biznes